# Sir Vival
 (janvier 2020).
La Sir Vival était un concept-car créé par Walter C. Jerome à Worcester (Massachusetts) en 1958. Il crée ce qu'il appelle un « véhicule révolutionnaire » en raison de ce qu'il considérait comme le manque d'intérêt de Detroit, ville de l'industrie automobile américaine, pour la sécurité dans les années 1950 et de se concentrer sur l'obsolescence programmée. Bien que la voiture n'ait jamais été commercialisé, la Sir Vival comportait de nombreux concepts de sécurité automobile innovants qui deviennent plus tard des standards, tels que la ceinture de sécurité, des arceaux de sécurité, des portières latérales coulissantes, des pare-chocs en caoutchouc et des feux de position latéraux. Cependant, la caractéristique la plus distinctive de la voiture est sa construction en deux parties qui sépare le moteur et les roues avant de la cabine principale du passager via un joint universel articulé, un siège surélevé où le conducteur conduit avec une visibilité à près de 360° grâce à un pare-brise cylindrique en verre. Avec l'Aurora de 1957 (en), c'est l'un des premiers véhicules expérimentaux mettant en avant la sécurité jamais fabriqués,,. 

## Histoire
La création du prototype de la Sir Vival fut un projet de dix ans dirigé par Walter C. Jerome, diplômé du College of Engineering de la Northeastern University. Il l'a créa à partir d'une voiture Hudson de 1948, acheté chez un concessionnaire Hudson à Bellingham (Massachusetts). Il élabora des plans et enrôla ses élèves à la Worcester Boys' Trade School. 

## Caractéristiques
Selon la brochure marketing écrite par Jerome intitulée « Sir Vival. A Adventure in Safe Motoring », les principales caractéristiques de la voiture étaient : 
- Moteur et cabine en deux parties. L'élément de conception le plus visible de la Sir Vival est peut-être le châssis segmenté en deux parties. Le moteur et les roues avant sont positionnés dans une section séparée qui est à son tour reliée à la cabine des passagers par un joint articulé. La justification était qu'en cas de collision frontale ou latérale, les sections s'articuleraient autour de l'axe vertical et absorberaient le choc critique de la collision.
- Tourelle pilote. Le conducteur de la Sir Vival est assis sur un seul siège surélevé à environ 3 pieds (environ 91 cm) au-dessus du niveau du siège passager arrière. Pour augmenter la visibilité, le pare-brise est un cylindre de verre d'environ un pied (environ 30 cm) de haut et 4 pieds (environ 122 cm) de circonférence.

- Pages du magazine Mechanix Illustrated d'avril 1959

## Marketing et réception
Jerome est convaincu que la sécurité des automobilistes américains a été trop longtemps ignorée par les constructeurs automobiles de Detroit, et qu'il peut attirer les acheteurs d'automobiles soucieux de la sécurité en mettant l'accent sur la sécurité et le « design époustouflant » de sa voiture. Il a l'intention de produire dix à douze voitures par an au prix de 10 000 $. Ce n'est pas une étiquette de prix sans conséquence, étant donné que le prix d'achat pour une Cadillac Série 62 commence à environ 5 000 $ à l'époque. 
Pour commercialiser la Sir Vival, Jerome crée la Hollow Boring Corporation de Worcester et passe de nombreuses années à chercher des acheteurs et du financement. Dans ce but, il expose le véhicule à des événements automobiles et populaires tels que le Salon international de l'automobile, l'Exposition universelle de New York de 1964, l'Exposition de Springfield et le Salon des voitures étrangères et sportives de 1959 à Boston. La Sir Vival reçoit de la publicité dans le magazine Life et dans des publications axées sur l'automobile telles que les magazines Mechanics Illustrated et Motor Trend. Il est également couvert dans de nombreuses publications étrangères. Les publications sont généralement neutres sur la viabilité de la voiture mais soulignaient les caractéristiques de sécurité et les avancées technologiques. 
Malgré la presse et les présentations de la voiture dans des lieux prestigieux, Jerome n'a jamais obtenu le financement nécessaire pour fabriquer un autre Sir Vival, et le prototype reste donc la seule version jamais produite.